# ムナグロノジコ
ムナグロノジコ (Spiza americana) は，鳥類の一種。

## 画像

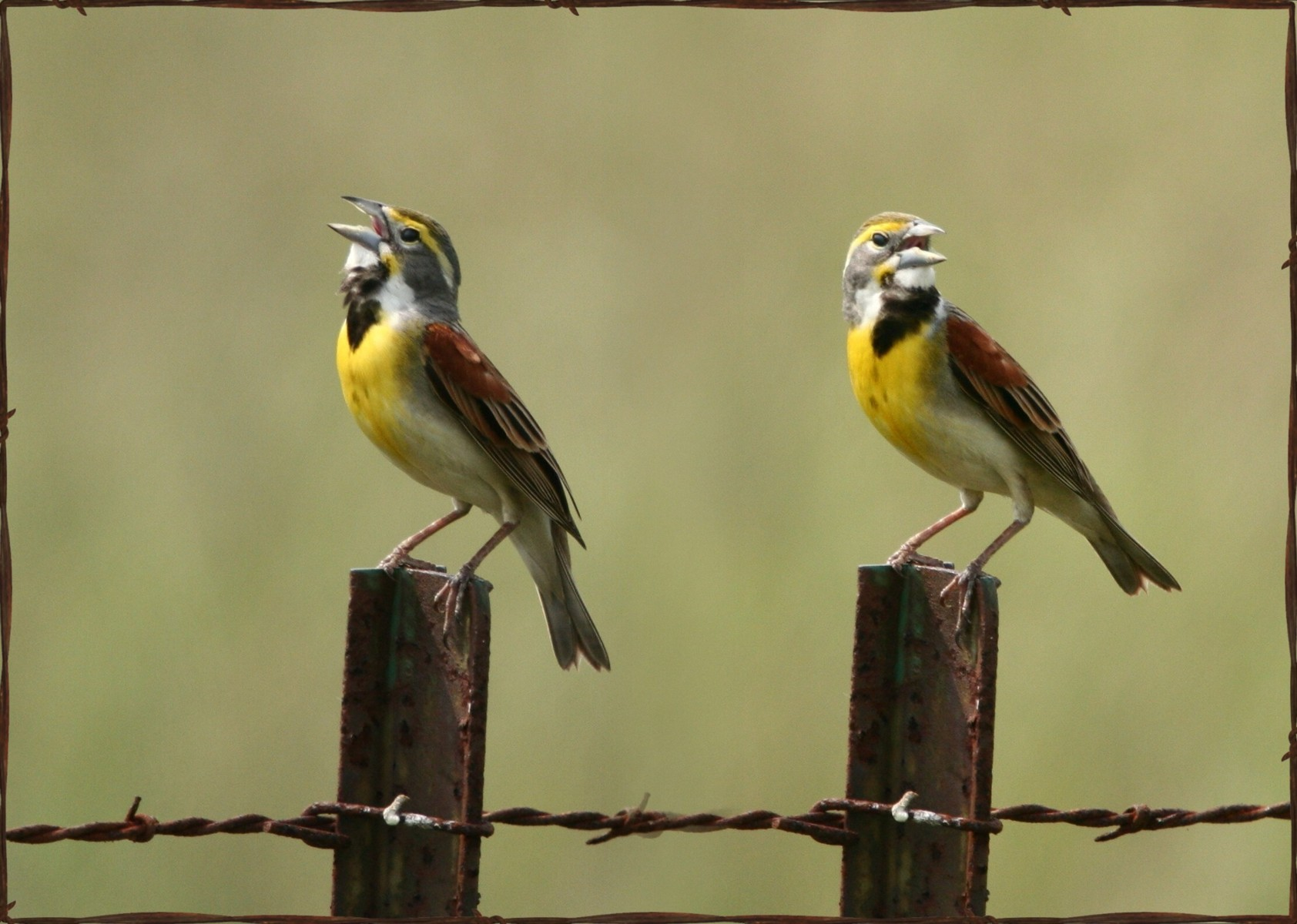
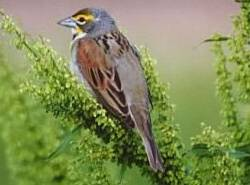